# Ur- und frühgeschichtlicher Siedlungsplatz Lemke

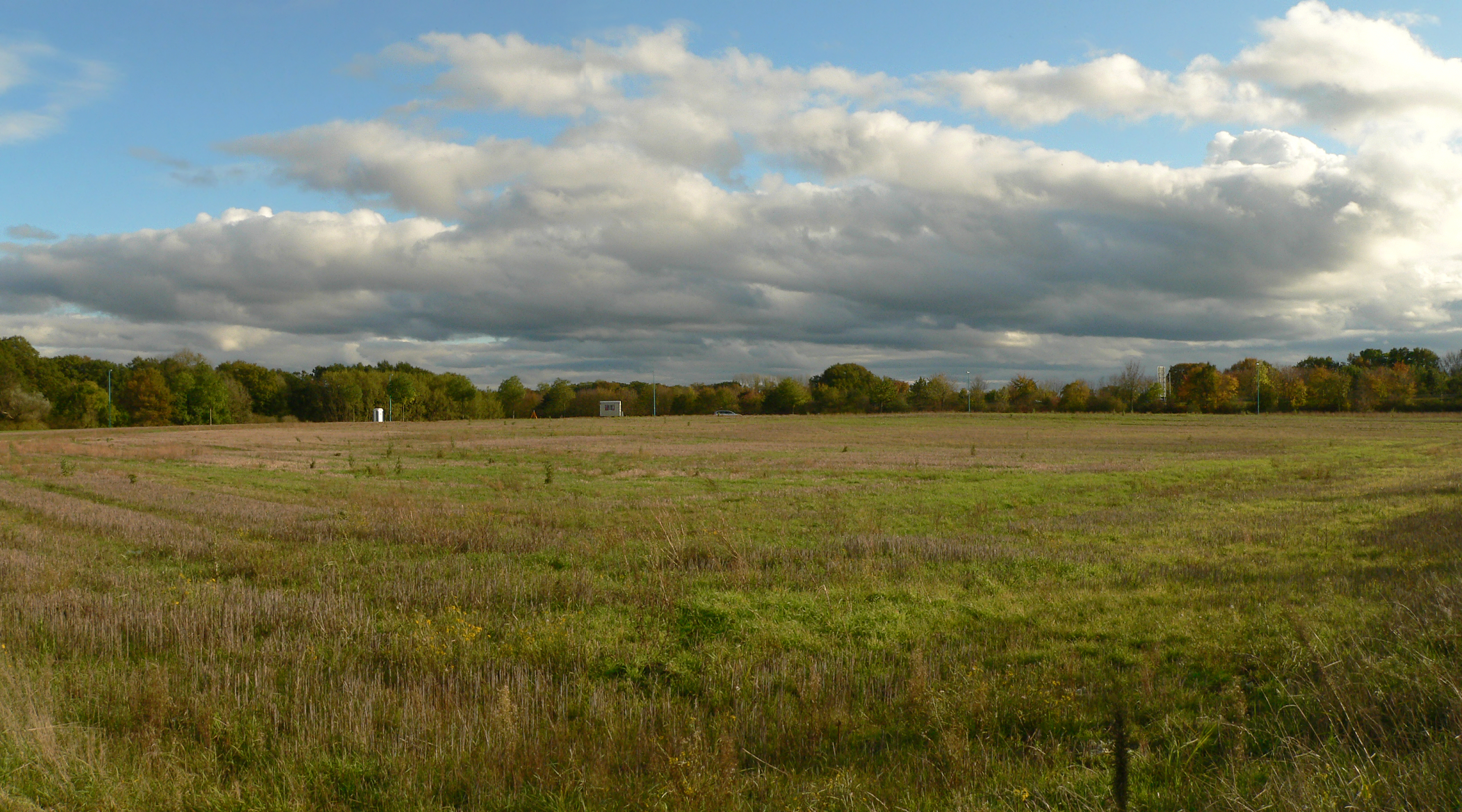
Blick über das Fundareal mit mittig leichter Erhöhung; links hinter dem Wald die Niederung der Weser und rechts die erhöht verlaufende B 6

Der Ur- und frühgeschichtliche Siedlungsplatz Lemke ist ein bedeutender archäologischer Fundplatz in Lemke, einem Ortsteil der Gemeinde Marklohe bei Nienburg/Weser. Der erhöht im Gelände liegende Siedlungsplatz mit einem Gräberfeld bestand in der Jungsteinzeit um 2800 v. Chr. und in der vorrömischen Eisenzeit und der römischen Kaiserzeit zwischen dem 5. Jahrhundert v. Chr. und dem 5. Jahrhundert n. Chr. Die Siedlungsreste in dem südlich an Lemke angrenzenden Gewerbegebiet wurden in den Jahren 2012 bis 2020 archäologisch untersucht.

## Lage
Die Fundstelle liegt im Süden von Lemke etwa vier Kilometer westlich der Kreisstadt Nienburg/Weser in einem noch nicht vollständig bebauten Gewerbegebiet. Die Stelle befindet sich westlich eines verlandeten Flussarms der Weser und war wegen ihrer erhöhten Lage am Geestrand nicht hochwassergefährdet. Die autobahnähnlich ausgebaute Bundesstraße 6 führt südlich vorbei, und die Landesstraße 351 sowie die nur noch von Güterzügen genutzte Bahnstrecke Rahden–Nienburg liegen westlich. Nordöstlich befindet sich im Niederungsgebiet der Weser das Naturschutzgebiet Lemker Marsch. Das Fundgebiet ist in früheren Zeiten als Ackerland genutzt worden; etwa ab dem Jahr 2000 entstand darauf ein Gewerbegebiet.

## Archäologische Untersuchungen

### Erste Funde
Bereits in früherer Zeit machten Heimatforscher bei archäologischen Begehungen Oberflächenfunde, die beim Pflügen an die Erdoberfläche getreten waren und die auf eine frühere Siedlung hindeuteten. Etwa 2001 wurde bei der Erschließung des Gewerbegebiets eine vollständig erhaltene und funktionsfähige römische Drehmühle aus Basaltlava gefunden, die in etwa einem Meter Tiefe im Sand vergraben worden war. Bereits damals wurde in dem Bereich das Vorhandensein einer germanischen Siedlung vermutet. Der Fund reiht sich in bisherige Funde dieses Mühlentyps aus Mayener Basaltlava ein, die meist flussnah und insbesondere an Weser und Hunte sowie an der Nordseeküste in germanischen Siedlungen gemacht wurden, was auf einen Vertriebsweg über Flüsse schließen lässt. Die Funde werden als Belege für einen regen Handel zwischen Germanen und Römern gedeutet.
Im Jahr 2012 traten bei Baggerarbeiten vor dem Bau eines Gewerbegebäudes im Boden archäologische Befunde auf, die sich als großflächige dunkle Bodenverfärbungen darstellten. Daraufhin erfolgte zur Sicherung weiterer Befunde eine kleinflächige Rettungsgrabung durch ein Grabungsunternehmen. Sie führte zur Feststellung von Pflugspuren und Resten von Keramik, die vorbehaltlich näherer Untersuchungen in die römische Kaiserzeit zu datieren sind. Von weiteren zu erwartenden Funden im Umfeld der Grabungsstelle wurde damals ausgegangen. Im Jahr 2013 wurden dann bei Erdarbeiten auf einem weiteren Baugrundstück im Gewerbegebiet Urnen- und Brandschüttungsgräber sowie Rennöfen aufgefunden.

### Ausgrabungen 2013 und 2014

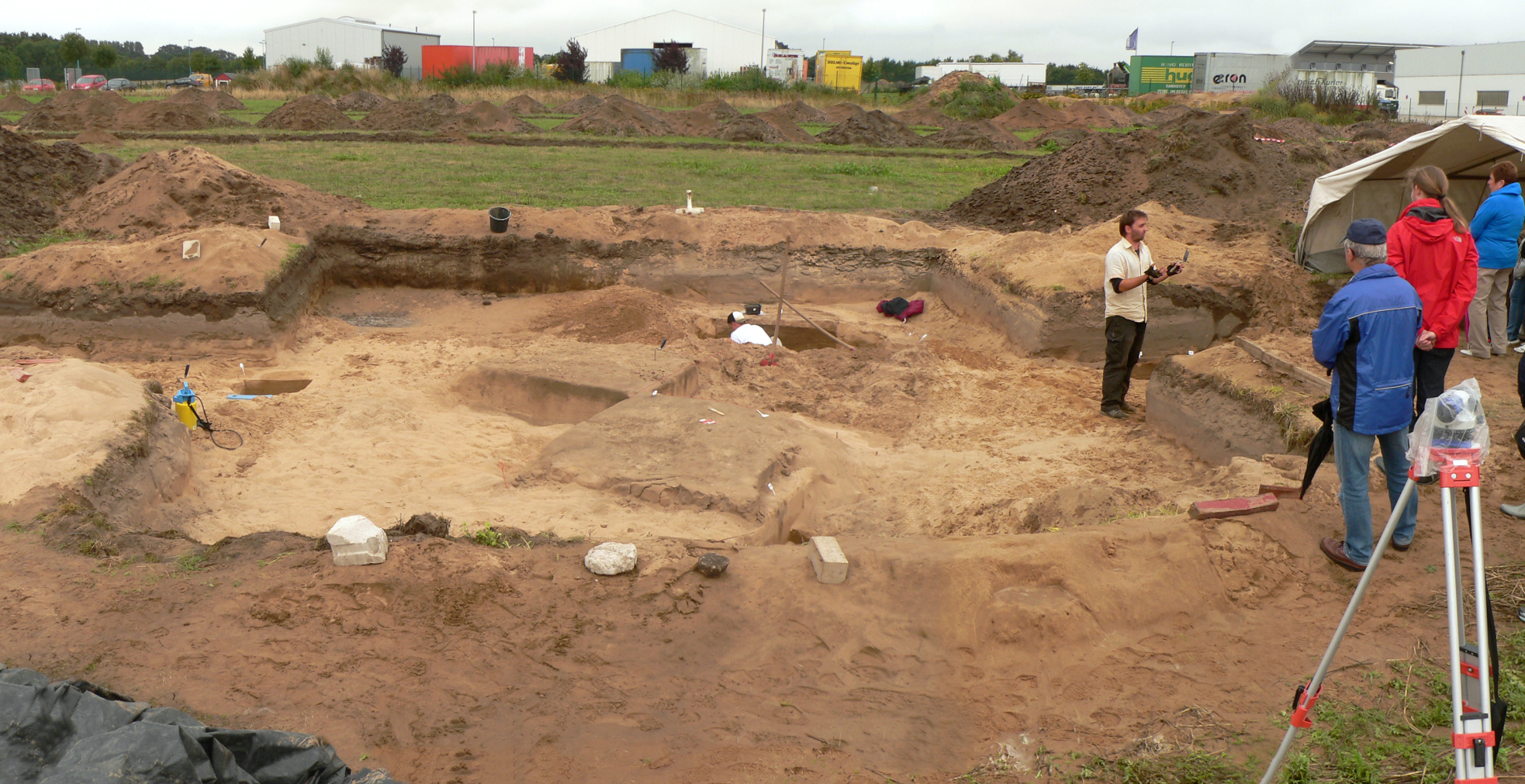
Ausgrabungsgelände während einer öffentlichen Führung, 2013

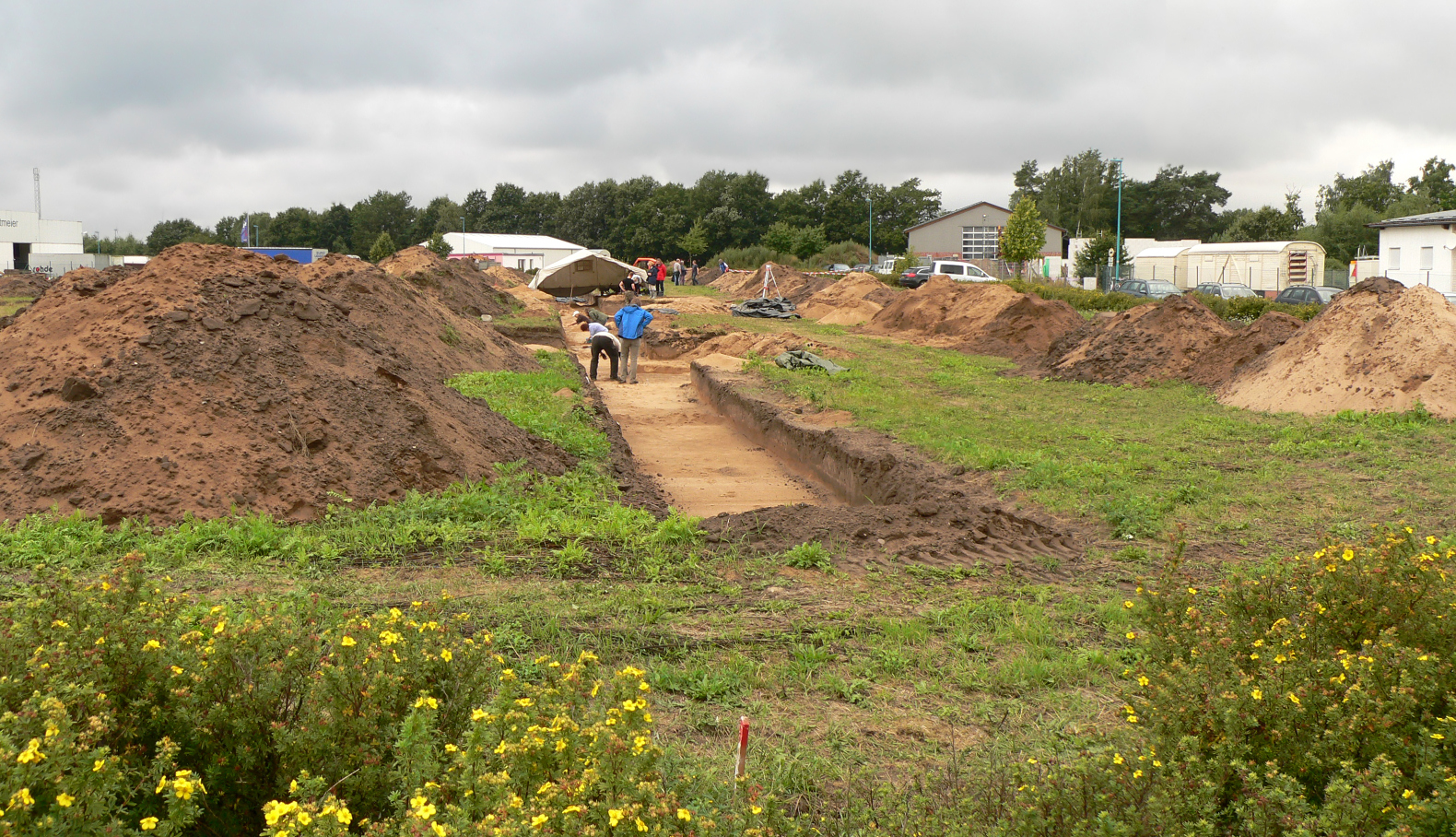
Suchschnitt auf dem Ausgrabungsgelände, 2013

Da weitere archäologische Funde in dem zur Bebauung vorgesehenen Gewerbegebiet zu erwarten waren, kam es im Jahr 2013 im Auftrag der Gemeinde Marklohe zu archäologischen Voruntersuchungen. Dabei legte ein Bagger Suchschnitte an und trug den vergrauten Oberboden als früheren Pflughorizont ab. Wahrscheinlich handelt es sich um den Bodentyp des Plaggenesch, worauf auch der Name der nahe gelegenen Straße Am Esch deutet. Ab etwa 50 Zentimeter Tiefe waren im gewachsenen Unterboden zahlreiche archäologische Funde und Befunde, wie Bodenverfärbungen, sichtbar. Die Untersuchungen waren an eine archäologische Ausgrabung gekoppelt, die die für den Landkreis Nienburg zuständige Kommunalarchäologie der Schaumburger Landschaft unter Jens Berthold initiiert hatte. Die Grabung führte das Seminar für Ur- und Frühgeschichte der Georg-August-Universität Göttingen unter Karl-Heinz Willroth aus. An der als Lehrgrabung ausgeführten Untersuchung waren neben dem Grabungsleiter Tobias Scholz Studierende der Universitäten Göttingen und Marburg sowie ehrenamtliche Helfer aus der Region Nienburg beteiligt. Die Funde während der etwa vierwöchigen archäologischen Untersuchungen bestätigten die Annahme einer vorgeschichtlichen Siedlungsstelle mit Gräberfeld an dieser Stelle.
Im Jahr 2014 fand eine weitere Ausgrabung statt, bevor ein Teilbereich des Gewerbegebietes zur Bebauung frei gegeben wurde. Insgesamt wurde dabei eine zusammenhängende Fläche von 3800 m² archäologisch untersucht.

### Funde
Bei den archäologischen Untersuchungen im Jahre 2013 wurden zwei Grubenhäuser mit einer Fläche von etwa 4 × 5 Meter sowie eine Vielzahl von Bodenverfärbungen durch Pfostengruben festgestellt. Auch wurden Gruben freigelegt, bei denen es sich um Vorrats- sowie Abfallgruben gehandelt haben könnte.

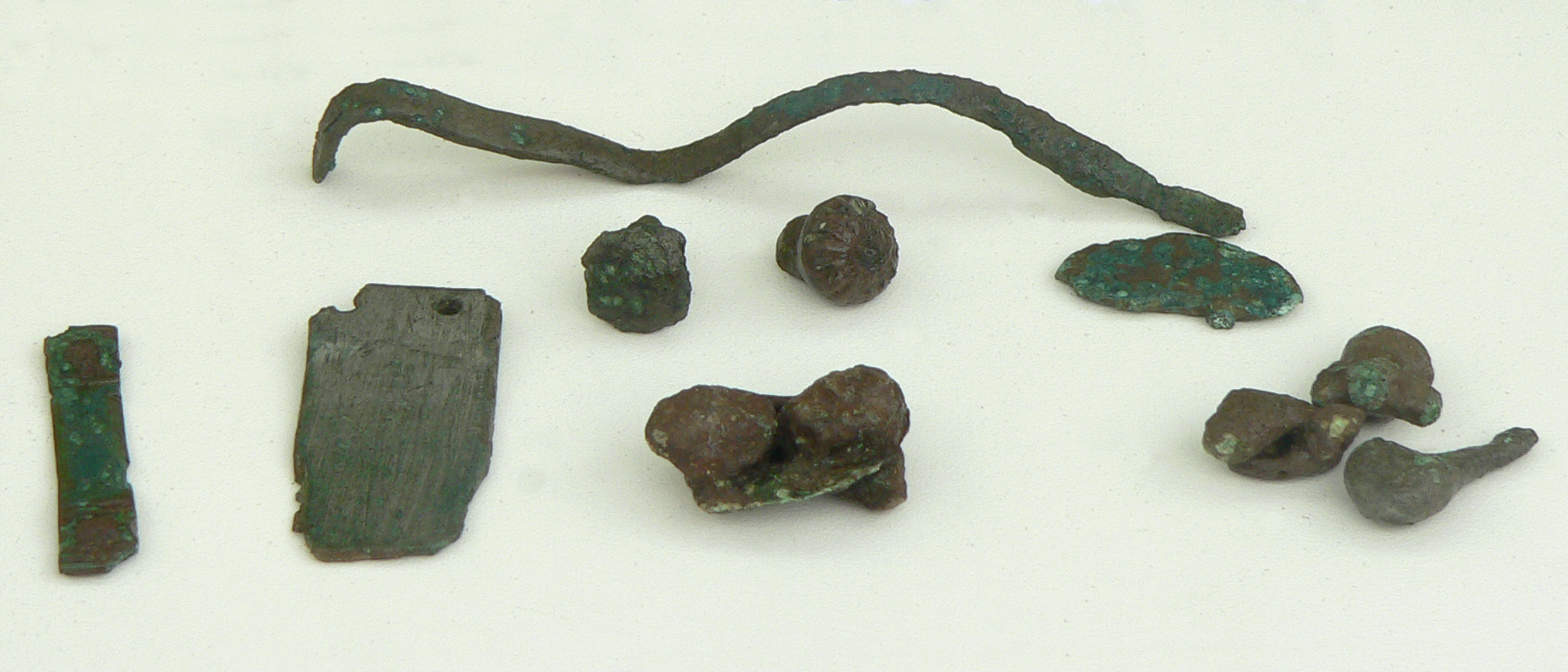
Fundstücke aus Bronze, darunter
Riemenzunge, Gürtelbeschlag, Zierschlüssel, Zierknöpfe und Nieten

Zu den Fundstücken gehören zwei große, aus Ton gebrannte Webgewichte sowie ein tönerner Spinnwirtel. Die Gegenstände dienten dem Weben von Stoffen sowie dem Spinnen von Wolle. Außerdem wurden die Reste eines Mahlsteins einer Handdrehmühle gefunden.
Ein besonderer Fund im Siedlungsbereich war ein Becher, der unter tausenden von gefundenen Keramikscherben als einziges Gefäß erhalten geblieben ist. In seinem direkten Umfeld fanden sich ein Stein mit einer Schleiffläche und ein Stück Feuerstein. Der Becher wird in das Spätneolithikum zwischen 2800 und 2300 v. Chr. datiert.
Etwas abseits vom Siedlungsplatz gefundene Scherben und größere Teile von Gefäßen aus Irdengut, die zum Teil mit Leichenbrand gefüllt waren, zeigen das Vorhandensein eines Gräberfeldes an. Außergewöhnlich war dort der Fund eines Gefäßrestes, in dem sich Pferdezähne befanden. An Grabbeigaben aus der Zeit des 4. bis 6. Jahrhunderts wurden verschiedene Bronzeobjekte gefunden, wie eine Riemenzunge, ein Gürtelbeschlag, ein Zierschlüssel, Zierknöpfe und Nieten. Aus Eisen waren zwei Fibeln. Zu den Münzfunden gehört eine römische Münze aus der Zeit des Kaisers Trajan aus dem 1. Jahrhundert. Eine Silbermünze aus der Zeit Ludwigs des Frommen aus dem 9. Jahrhundert war durchlocht, vermutlich zum Tragen als Halsschmuck. Schlacken und Reste von Rennöfen weisen auf einen Verhüttungsplatz zur Metallherstellung hin.

Fundstücke 2013
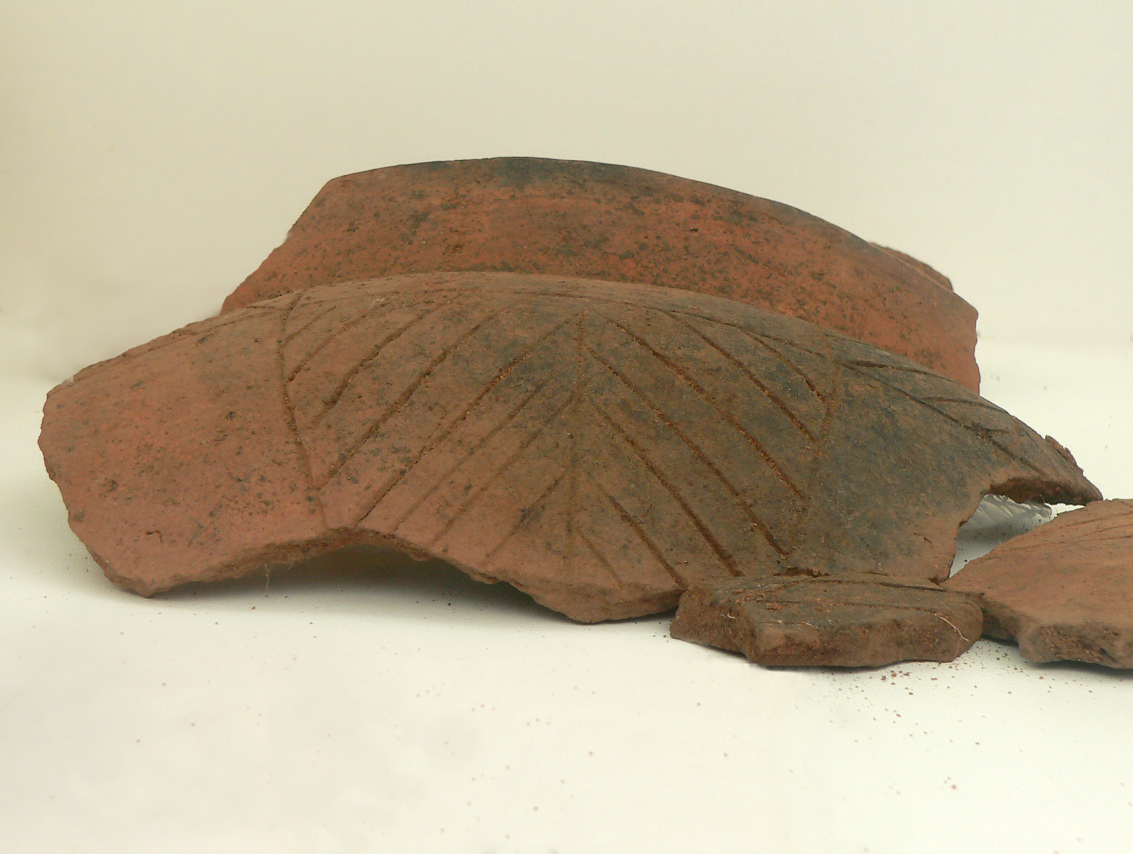
Teil eines verzierten Tongefäßes
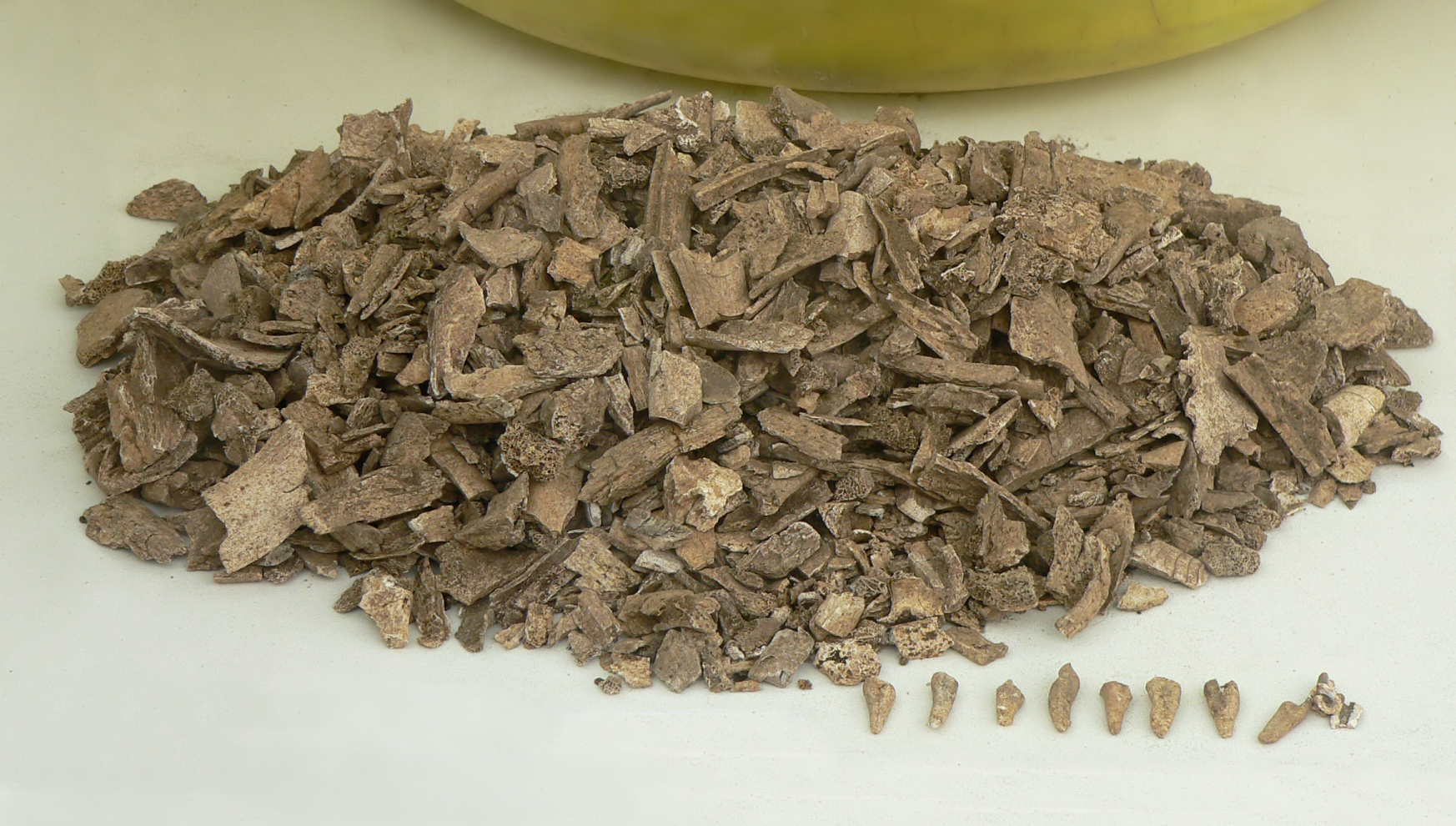
Leichenbrand, vorne rechts menschliche Zähne
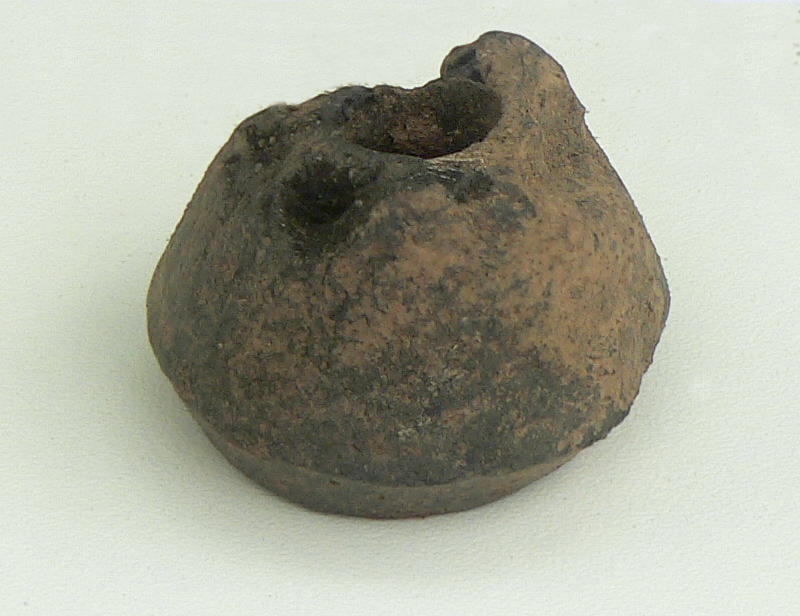
Spinnwirtel aus Ton
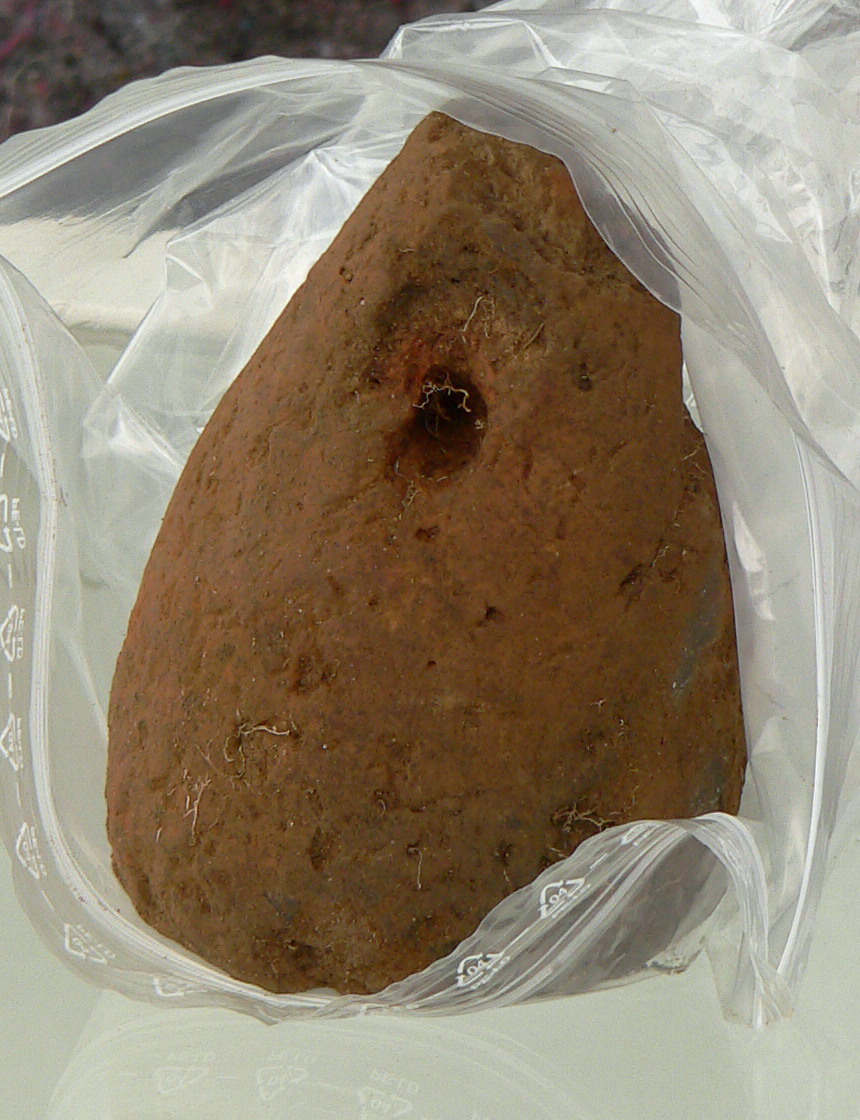
Pyramidenförmiges Webgewicht in Verpackung
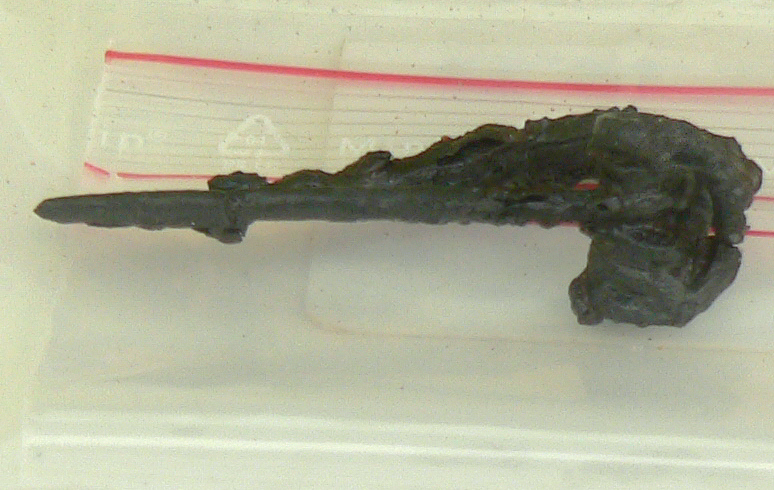
Fibel aus Eisen

### Ausgrabungen 2019 und 2020

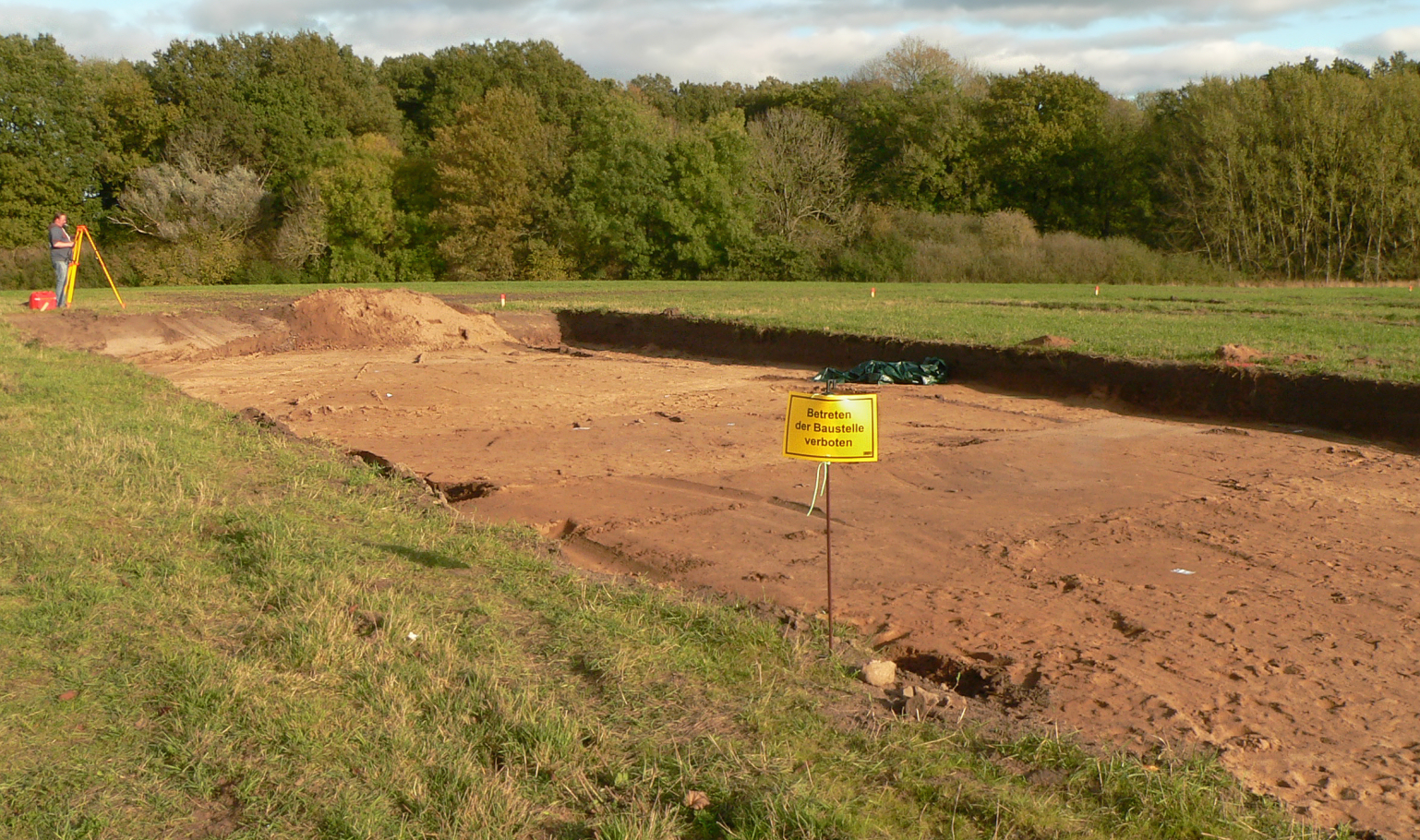
Ausgrabungsfläche, 2019

2019 und 2020 kam es vor der Errichtung von Neubauten im Gewerbegebiet zu weiteren  archäologischen Untersuchungen, bei denen sich anhand von Pfostengruben zwei Hausgrundrisse nachweisen ließen. Dazu zählt ein steinzeitliches Gebäude, bei dem es sich um einen Pfostenbau mit lehmverputzten Flechtwänden handelte. Das einstige Bauwerk ließ sich anhand von vorgefundener Keramik, darunter ein Fragment aus der Zeit der Schnurkeramik, auf eine Zeitstellung um 2800 v. Chr. datieren. Laut dem für die Grabungsstelle zuständigen Kommunalarchäologen Daniel Lau von der Schaumburger Landschaft ist es das bisher älteste entdeckte Gebäude im Landkreis Nienburg. Auffällig in dem untersuchten Siedlungsbereich ist das Fehlen von Feuerstellen.

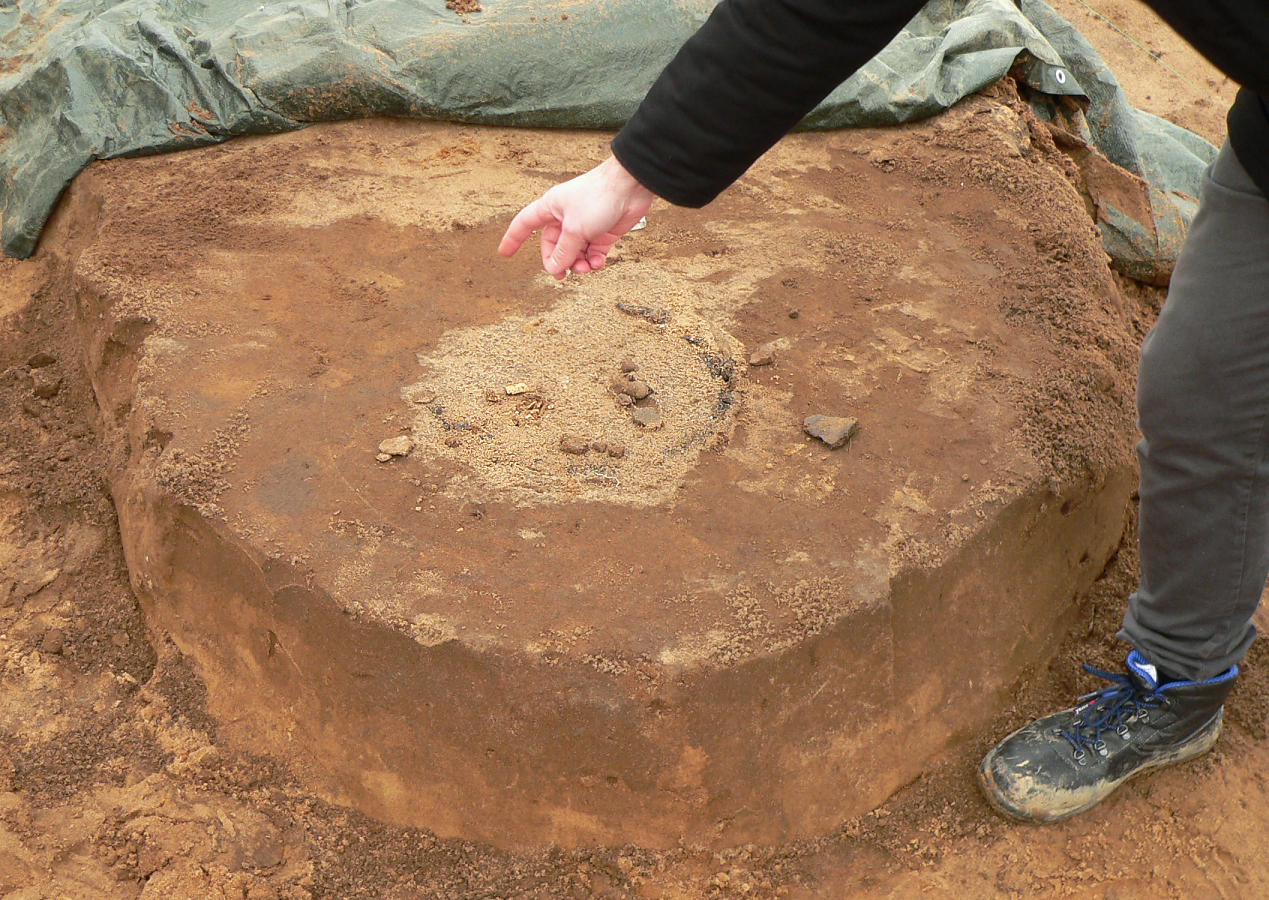
Halb freigelegte Urne im stehen gelassenen Erdsockel
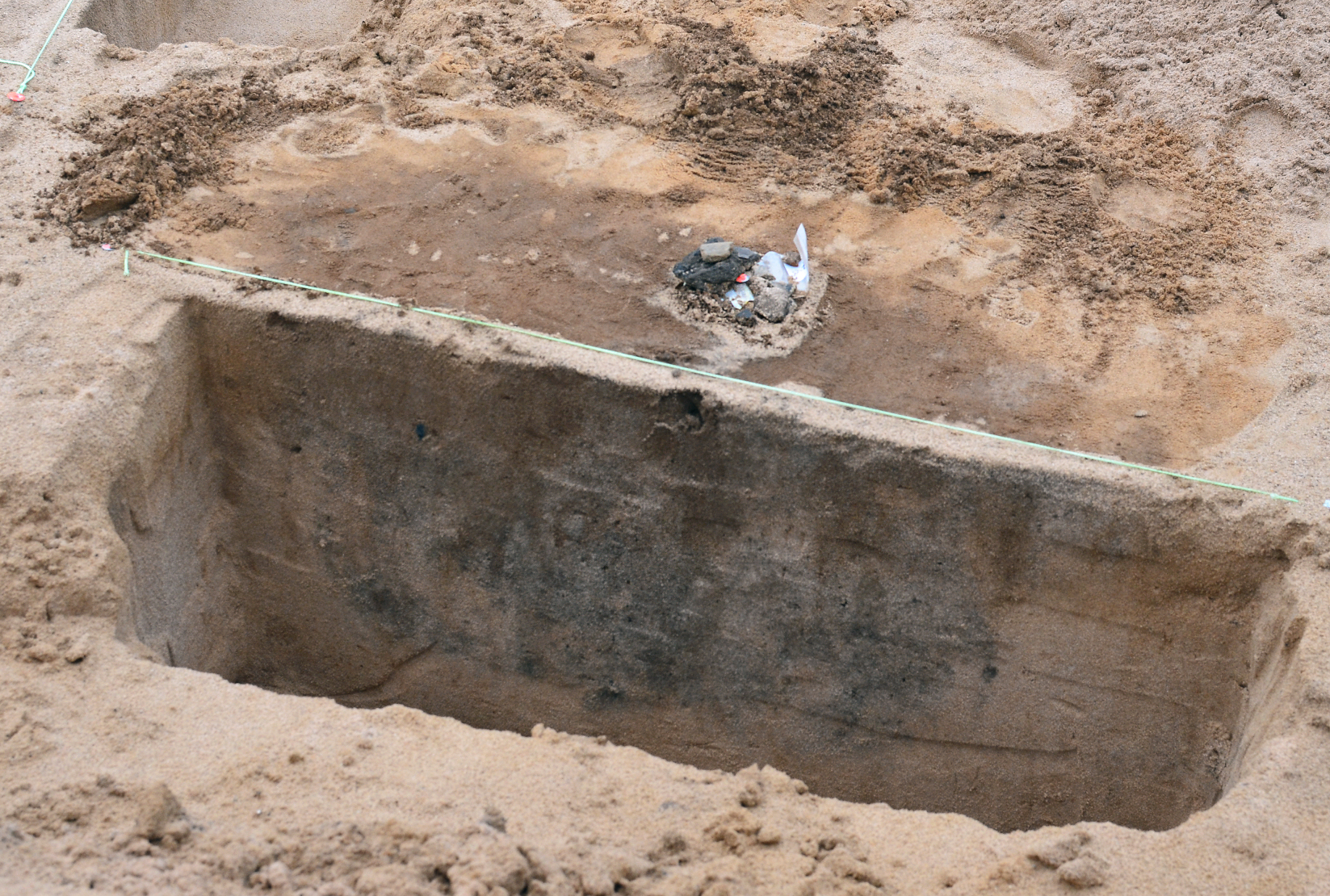
Größeres Pfostenloch eines Gebäudeständers
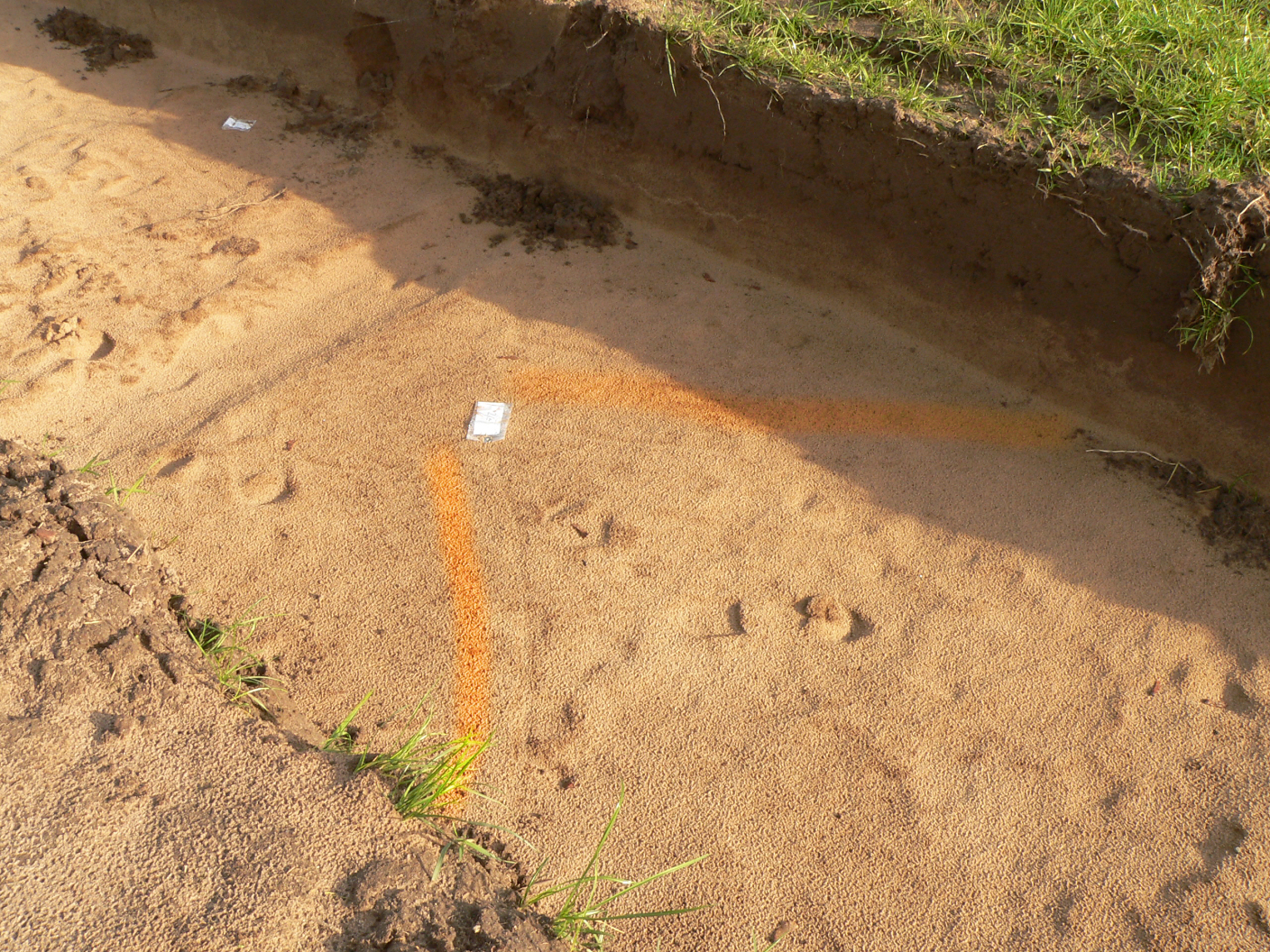
Gebäudeecke eines steinzeitlichen Gebäudes, Wandverlauf parallel dazu farblich markiert

### Funde
Zu den Fundstücken der Ausgrabung von 2019 und 2020 gehörten ein steinzeitlicher Spandolch und ein Dechsel aus Feuerstein aus der Zeit um 2800 v. Chr. Dieser Zeitstellung ist auch ein keramischer Kelch zuzurechnen, von dem sich der untere Teil erhalten hat. Ein Gefäßfragment hat typische Verzierungen der Schnurkeramik. Drei Keramikfragmente waren Teile einer Nienburger Tasse. Zwei gefundene Münzen, bei denen es sich um einen Silberdenar und eine Münze aus Bronze handelt, lassen sich der Zeit um Christi Geburt zurechnen. Es wurden zwei Bestattungsurnen gefunden, deren Leichenbrand anthropologisch untersucht wird. Ein gefundenes Webgewicht zeigt die Herstellung von Tuch an. Eine neuzeitliche Tuchplombe aus Blei deutet auf den Umgang mit Stoffen hin.

Fundstücke 2019 und 2020
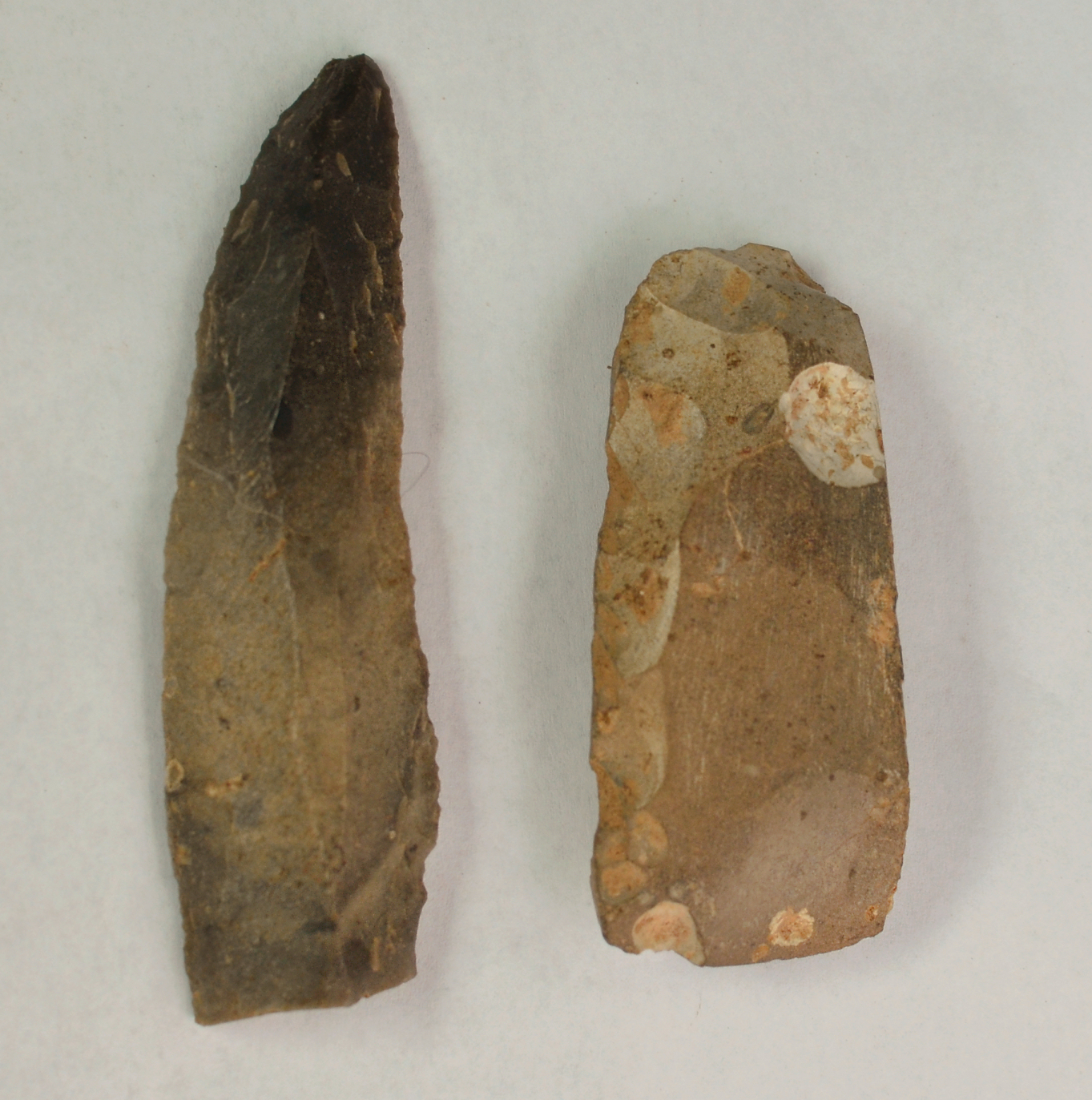
Spanmesser und Dechsel aus Feuerstein
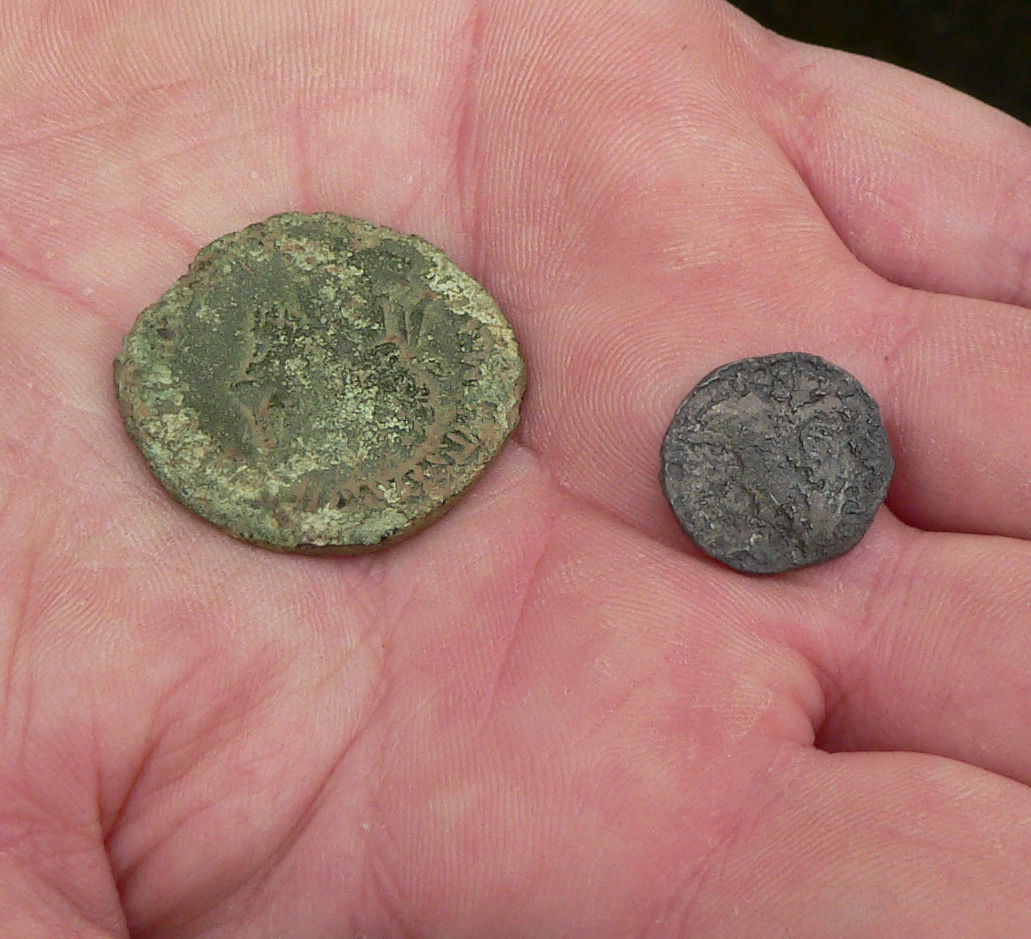
Römische Bronzemünze und römischer Silberdenar
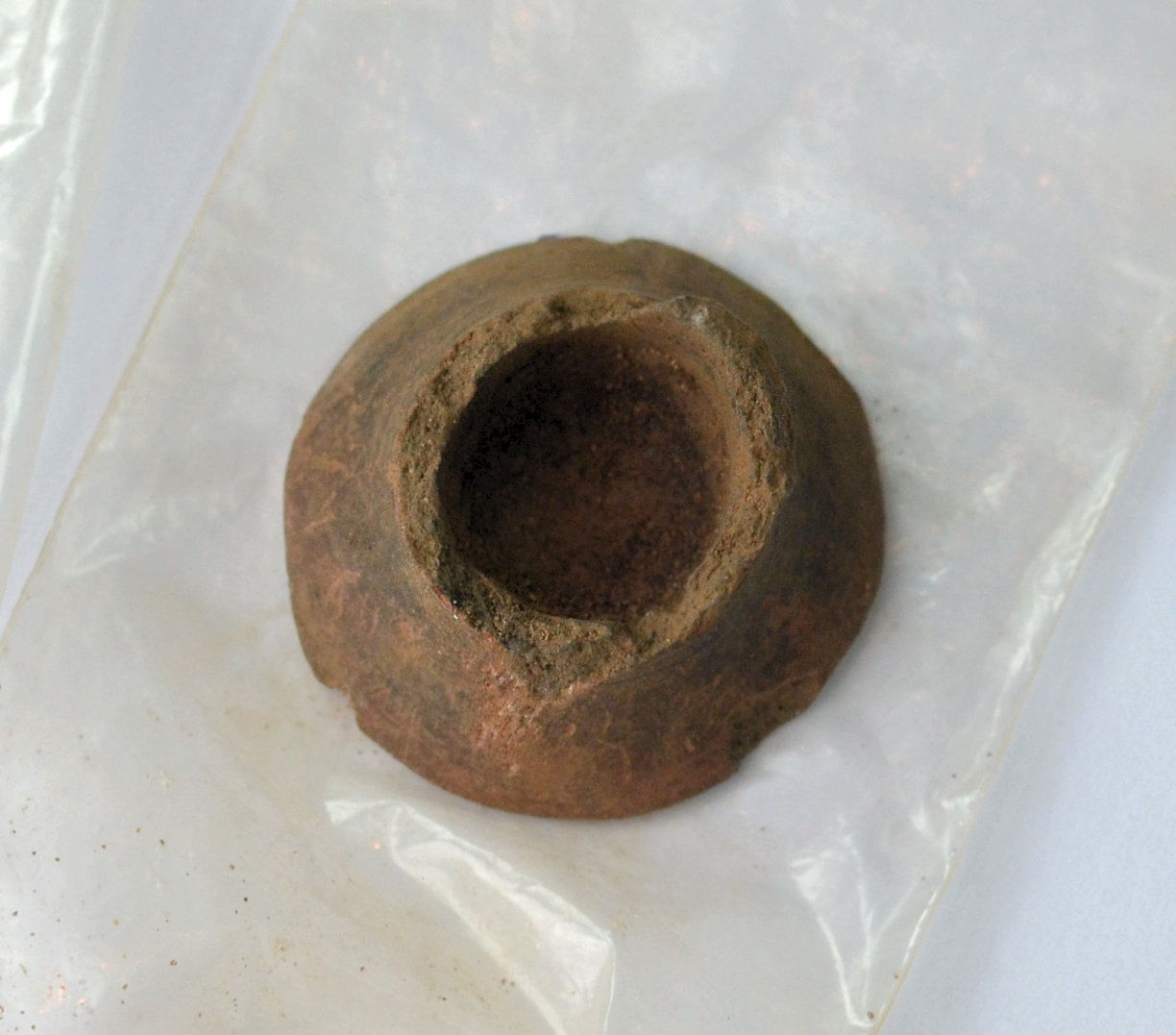
Unterteil eines Kelchs aus Keramik
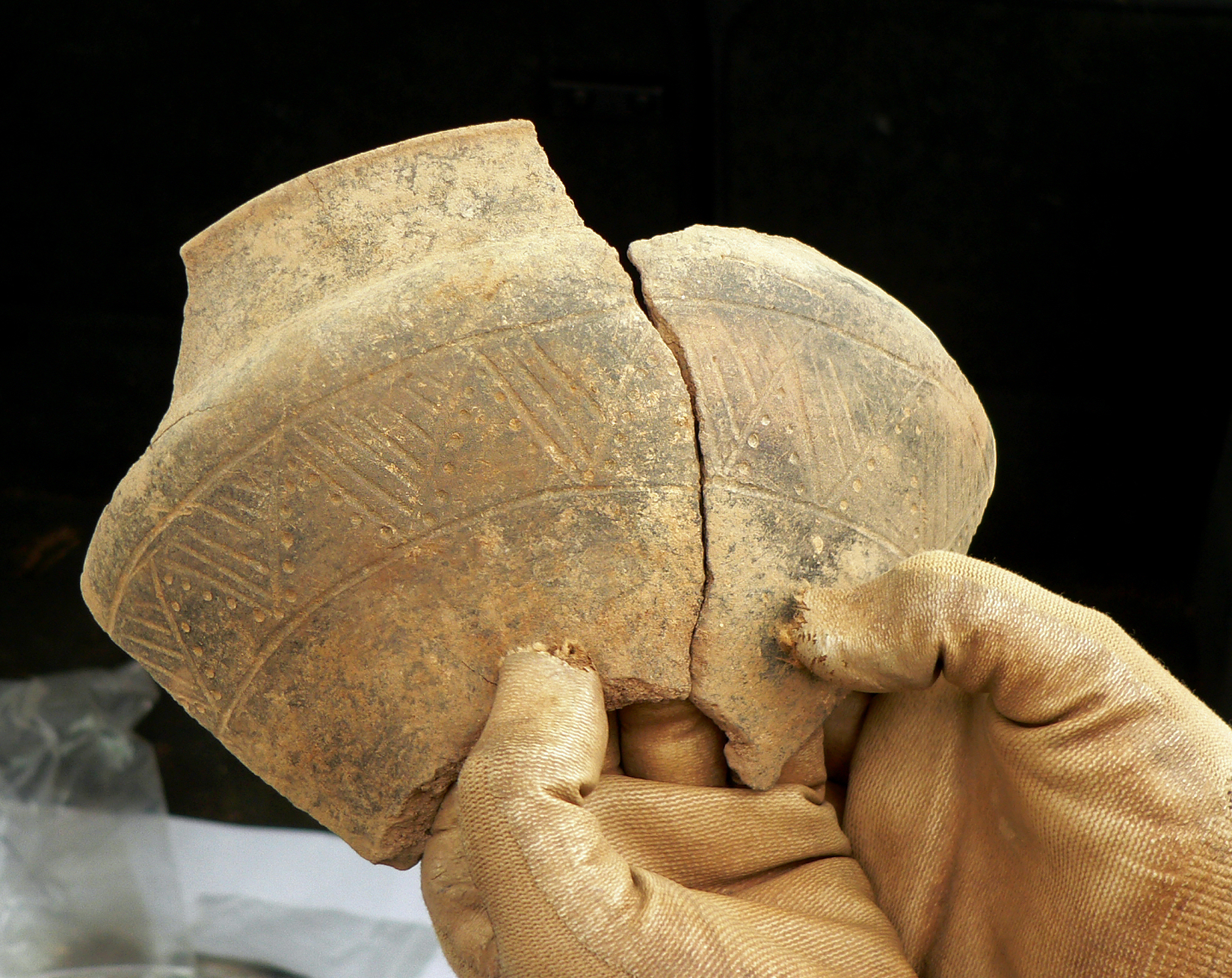
Zwei passige Fragmente einer Nienburger Tasse
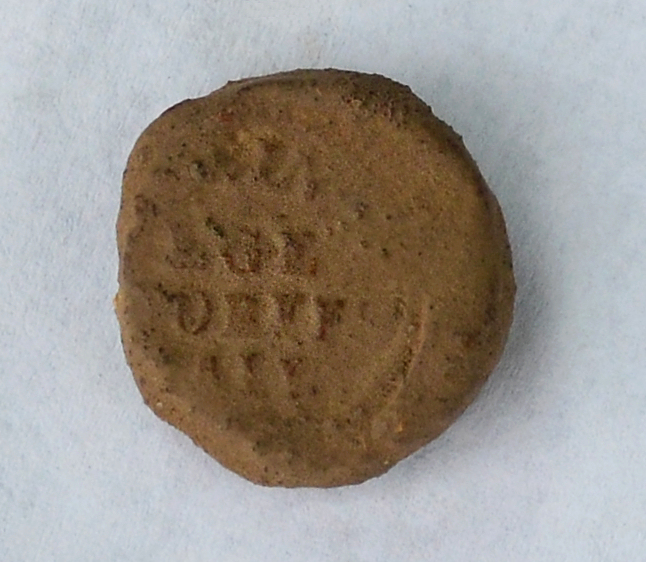
Neuzeitliche Tuchplombe